# Paris–Brest–Paris (Brevet)
Der Brevet Paris–Brest–Paris (PBP) ist ein mehr als 1200 km langer Fahrradmarathon (Brevet) von Paris nach Brest und zurück. Der Start ist allerdings seit Jahrzehnten nicht mehr in Paris selbst, sondern in einem Vorort. Der Wendepunkt ist in der am Atlantik gelegenen, nordwestfranzösischen Stadt Brest in der Bretagne. Entstanden ist PBP aus dem gleichnamigen Radrennen Paris–Brest–Paris für Profis und Amateure, das erstmals am 6. September 1891 und zuletzt 1951 stattfand. Der Brevet findet alle vier Jahre statt, zuletzt 2023. Die nächste Austragung findet im August 2027 statt.
Paris–Brest–Paris ist ausdrücklich kein Rennen. Das Ziel der meisten Teilnehmer ist daher lediglich, die Strecke innerhalb der vorgegebenen Zeit (wahlweise 90, 84 oder 80 Stunden) zu schaffen. Dennoch gibt es immer auch sehr ehrgeizige Teilnehmer, die die Strecke in etwa 44 Stunden bewältigen. Der Kampf gegen die Müdigkeit ist dabei oft schwieriger als die Anstrengung des Radfahrens. Erleichtert wird der Radmarathon dadurch, dass die Strecke komplett ausgeschildert ist, was bei Brevets unüblich ist. Erlaubt sind alle Arten von Fahrrädern, solange der Antrieb über eine Kette und ohne Hilfskraft (Motor, Segel etc.) geschieht. Neben zahlreichen Liegerädern und einigen Velomobilen fahren auch Dreiräder, Tandems und gelegentlich dreisitzige Fahrräder (Tripletts) mit. Eine Beleuchtung und eine reflektierende Weste sind vorgeschrieben. Triathlon-Lenkeraufsätze waren ursprünglich verboten, wurden 2019 erstmals erlaubt.
Die Strecke ist durchgehend hügelig und hat etwa 12.000 Höhenmeter, also etwa 1000 pro 100 Kilometer. Die Höhenmeter sind relativ gleichmäßig verteilt, auf etwa 360 Anstiege, die relativ kurz und nicht sehr steil sind. Die wenigen steileren Abschnitte sind bei Rambouillet; die längeren (aber nicht steilen) befinden sich auf dem Weg zum Roc’h Trévezel. Das ist mit 384 Metern über Meereshöhe der höchste Punkt der Strecke (und der Bretagne).

## Qualifikation
Zur Qualifikation für PBP müssen Fahrer seit 1979 im selben Jahr Brevets von jeweils mindestens 200, 300, 400 und 600 km absolvieren. Teilnehmer aus Ländern südlich des Äquators dürfen die Serie bereits Anfang November des Vorjahres beginnen, müssen sie aber bis Mai des PBP-Jahres abgeschlossen haben.
Da die Anzahl der Startplätze begrenzt ist, haben diejenigen Vorrang, die im Jahr vor PBP einen möglichst langen Brevet gefahren sind. Wer im Vorjahr einen Brevet mit mindestens 1000 km gefahren ist, darf sich als erstes anmelden, dann folgen diejenigen, die einen 600 km-Brevet gefahren sind und so weiter. Um eine Internationalität zu gewährleisten, gab es 2011 für jedes Land separate Begrenzungen. Ab 2015 entfiel die länderabhängige Begrenzung.

## Startort
Der Startort hat in der Geschichte mehrfach gewechselt. Von 1991 bis 2011 war die Sportanlage Gymnase des Droits de l’Homme im Pariser Vorort Guyancourt im Gemeindeverband Saint-Quentin-en-Yvelines Start und Ziel. 2015 diente das nahe gelegene Vélodrome National. Seit 2019 liegen Start- und Zielort im Schlosspark von Rambouillet.

## Geschichte
Das 1891 erstmals ausgetragene Radrennen Paris–Brest–Paris stand von Anfang an Amateuren offen. 1931 wurde die Amateur-Kategorie durch eine Fahrt im geschlossenen Verband ersetzt, einen sogenannten Audax Paris–Brest–Paris. Weil dies vielen Radsportlern missfiel, hat der Audax Club Parisien (ACP) unter Vorsitz von Camille Durand auf derselben Strecke eine Fahrt organisiert, bei dem jeder – wie bisher – sein eigenes Tempo fährt, ohne dass es sich um ein Rennen handelt. Diese Fahrweise wird meist Allure Libre genannt. Bis zur Aufgabe des Profi-Radrennens 1956 gab es damit drei Veranstaltungen Paris–Brest–Paris, die jeweils im selben Jahr auf derselben Strecke (der Nationalstraße 12) ausgetragen wurden. Bedingung für die Teilnahme am ersten Brevet 1931 war die Qualifizierung mit einem 300 km langen Brevet. Außerdem betrug das Zeitlimit 96 Stunden.

### 1931
57 Teilnehmer fuhren den ersten Brevet 1931 mit, davon zwei Frauen, ein Männer-Tandem, vier gemischte Tandems und ein Triplett. Startort war das Café „Le Mauco“ an der Porte Maillot, nicht weit der Stadtgrenze von Paris. Bei Regen und starkem Wind beendeten 34 Einzelfahrräder und alle 5 Tandems das Rennen. Am schnellsten waren Tranchant, Cottard und Ruard mit 68:30 Stunden. Eine Mitfahrerin kam lediglich 35 Minuten nach Schließung der Kontrollstelle in Paris an.

### 1948
1948 gab es eine Änderung im Reglement: Man durfte unterwegs nicht das Fahrrad wechseln. Von 189 Teilnehmern (davon 15 Tandems) waren die Grenobler Routens und Fourmy (49:20 Stunden) auf einem Tandem als erste im Ziel. Die schnellsten Einzelfahrer waren Bernard und Rafaitin mit 51:15 Stunden. Insgesamt blieben 152 Radfahrer im Zeitlimit.

### 1951
1951 verzeichnete der Brevet mit 458 Teilnehmern eine stark wachsende Popularität. 379 Teilnehmer kamen innerhalb des Zeitlimits zurück nach Paris. Zur Qualifikation war nun ein 400 km-Brevet erforderlich und die Organisatoren führten viele – heute noch gültige – Regeln ein: Licht war vorgeschrieben, Begleitfahrzeuge wurden verboten und es gab feste Kontrollstellen.

### 1956
Wegen der Absage der Profis 1956 verloren auch die beiden Amateur-Veranstaltungen stark an Popularität. Nur 250 Radsportler meldeten sich an, und davon erschienen lediglich 220 zum Start. Die Startzeit wurde auf 21 Uhr für Tandems und 22 Uhr für Einzelfahrer festgelegt. Bei übelstem Wetter schafften es nur 155 Teilnehmer rechtzeitig wieder in Paris zu sein. Darunter Roger Martin, der in diesem Jahr erstmals mitfuhr und insgesamt zehn Mal an Paris–Brest–Paris teilnahm. Am schnellsten war Baumann (52:19 Stunden).

### 1961
Die durch die dauerhafte Absage der Profis ausgelöste Krise setzte sich 1961 mit nur 172 Randonneuren fort. Am schnellsten war Jean Fouace mit 46:18 Stunden. Damit verbesserte er den bisherigen Rekord um mehr als 2 Stunden. 127 Teilnehmer blieben innerhalb der Wertung. Gestartet wurde diesmal am Vormittag. Die Tandems um 9 Uhr, die Einzelfahrer eine Stunde später.

### 1966
1966 starteten ebenfalls 172 Radsportler. Diesmal um 16 Uhr (Tandems und Einzelfahrer zusammen). Das Zeitlimit betrug nur noch 90 statt bisher 96 Stunden. Der ACP erlaubt seit diesem Jahr Hilfe durch Begleitfahrzeuge im Bereich der Kontrollstellen. Ansonsten dürfen die Begleitfahrzeuge nicht die offizielle Strecke nehmen. Hilfe von Fahrzeugen auf der Strecke führt zu empfindlichen Zeitstrafen.

### 1971
1971 nahmen wieder mehr Radsportler teil, nämlich 325. Acht besonders Wagemutige fuhren den Brevet fast im direkten Anschluss an den Audax Paris–Brest–Paris, was 2400 km innerhalb von etwa zehn Tagen bedeutet. Um das Risiko durch den Schlafentzug zu senken und um eine Konkurrenzsituation zu vermeiden, haben die ausrichtenden Vereine beschlossen, ihre Fahrten fortan nicht mehr im selben Jahr stattfinden zu lassen. Seitdem richtet der ACP den Brevet alle vier und die UAF (Union des Audax Françaises) den Audax alle fünf Jahre aus.

### 1975
Der Brevet 1975 zählte 667 Teilnehmer, von denen 554 innerhalb des Zeitlimits ins Ziel kamen. Einige Engländer kamen mit den in ihrem Heimatland beliebten Dreirädern, die damit erstmals bei PBP benutzt wurden. Wer zum ersten Mal Paris–Brest–Paris fuhr, musste sich mit einem 600 km langen Brevet qualifizieren, während für „alte Hasen“ ein Brevet über 400 km ausreichte. Weil zwei Fahrer schwer verunfallten (davon einer tödlich), bat der Veranstalter die Begleitfahrzeuge, den Radfahrern in der gesamten Nacht die Strecke zu beleuchten, obwohl Begleitfahrzeuge eigentlich nur an den Kontrollstellen Hilfe leisten durften.

### 1979
1979 wurde die Strecke geändert. Durch zunehmenden Autoverkehr (der Marathon findet auf öffentlichen, nicht gesperrten Straßen statt) und weil 1975 zwei Fahrer schwer verunfallten, wurden weitgehend verkehrsarme Nebenstraßen gewählt. Die seit 1891 benutzte Nationalstraße 12 hatte damit für PBP ausgedient. Die damals neue Strecke wird bis auf regelmäßige kleine Änderungen heute noch benutzt. Außerdem gab es erstmals drei Zeitlimits (und damit verbunden drei Startzeiten) zur Auswahl: Wer es innerhalb von 90 Stunden schaffen wollte, startete um 4 Uhr morgens. Wer 84 Stunden wählte, fuhr um 10 Uhr los und wer ein Zeitlimit von 78 Stunden wählte, startete um 16 Uhr.

### 1983
1983 gingen bereits 2106 Teilnehmer aus 15 Ländern an den Start, und 1903 Radfahrer erreichten das Ziel innerhalb des Zeitlimits von 90 Stunden.

### 1987
1987 kamen 2597 Radsportler nach Paris, 2117 davon innerhalb des Zeitlimits.

### 1991
Zum einhundertjährigen Bestehen 1991 gab es Veränderungen: Der Start wurde in den Pariser Vorort Guyancourt verlegt. Einen Tag vor dem Start gab es einen Prolog vom Pariser Rathaus nach Guyancourt zur Sportanlage Gymnase des Droits de l’Homme, dem neuen Startort. Wie zuvor war das Zeitlimit wählbar, diesmal aber zwischen 80, 90 oder 84 Stunden mit den Startzeiten 20, 22 und 5 Uhr. Der ACP führte Karten mit Magnetstreifen und Computer ein, um die Zeiten elektronisch festzuhalten. 3276 Randonneure starteten, aber nur 2611 kamen rechtzeitig ins Ziel. Viele machten dafür die Startzeit von 22:00 Uhr verantwortlich. Aus Anlass des Jubiläums fuhr Claude Galvaing wie zu den Anfangszeiten mit einem Fahrrad ohne Gangschaltung und Freilauf.

### 1995
1995 zählte der ACP 2860 Starter, von denen 2270 im Zeitlimit blieben. Die (bei englischen Brevets im Winter verbreitete) Schutzblechpflicht wurde abgeschafft.

### 1999
1999 gingen 3573 Randonneure aus 20 Ländern an den Start und 2977 kamen ins Ziel. Einen Tag vor dem Start gab es einen Prolog mit mehr als 1000 Teilnehmern durch alle sieben Städte des Gemeindeverbands Saint-Quentin-en-Yvelines. Neu seit 1999 ist die vollständige Ausschilderung der Strecke.

### 2003
Im Jahr 2003 starteten 4069 Teilnehmer; erstmals waren mehr Ausländer (2064) als Franzosen (2005) dabei. Außerdem fuhr zum ersten Mal ein Teilnehmer ohne Fahrrad mit: Der Finne Alpo Kuusisto hatte einen Sport-Tretroller. Da das Reglement lediglich vorschrieb, dass das Fahrzeug ausschließlich mit Muskelkraft betrieben werden muss, war dies kein Regelverstoß. Für diese Leistung bekam er einen Sonderpreis. Dennoch sind seit 2007 Tretroller (und vorsichtshalber auch Inlineskates und Rollschuhe) verboten.

### 2007
Zum Brevet 2007 vom 20. bis 24. August 2007 hatten sich 5317 Teilnehmer angemeldet, wovon letztlich 5162 starteten. Das Wetter war regnerisch und teilweise mit starkem Wind verbunden. 3609 Radfahrer kamen rechtzeitig ins Ziel. Das bedeutet eine sehr hohe Abbruchquote von mehr als 27 Prozent; in den vergangenen Jahren waren es zwischen 10 und 12 Prozent. Das schlechte Wetter traf besonders diejenigen Radsportler, die am Abend des 20. August starteten, also das Limit von 90 Stunden ausgewählt hatten. Gemeldet waren 5068 gewöhnliche Fahrräder und 249 Spezialräder, davon 65 Tandems und ein Triplett sowie 21 Mountainbikes. Der Rest setzt sich aus Liegerädern und Velomobilen zusammen.
Wie schon 2003 stellten die in Frankreich wohnenden Radfahrer (2294) weniger als die Hälfte des Feldes (43,2 %). Bei den Teilnehmern aus dem Ausland waren die USA mit 604 Teilnehmern am stärksten vertreten. 387 Randonneure kamen aus Deutschland, 366 aus Italien und 205 aus Spanien. Das Durchschnittsalter betrug 49,7 Jahre.

### 2011
Der Brevet Paris-Brest-Paris 2011 fand vom 21. bis 25. August 2011 mit mehr ca. 5200 Teilnehmern statt. Der Veranstalter rechnete damit, dass sich deutlich mehr Radfahrer anmelden würden (mehr als 6000) und hatte daher die Anzahl der Teilnehmer pro Land begrenzt. Aus Deutschland konnten maximal 388 Sportler antreten, aus der Schweiz 33 und aus Österreich 32. Diese Zahlen entsprechen etwa den Anmeldungen aus 2007. Die Position auf der Warteliste ergibt sich aus dem längsten im Jahr 2010 gefahrenen Brevet.
Um den Andrang an den Kontrollstellen zu verringern, wurden zusätzliche Verpflegungsstationen und Schlafplätze eingerichtet. Außerdem wurde die Zeitkontrolle durch eine berührungslose Erfassung beschleunigt.
In der Nacht von Montag auf Dienstag verunglückte ein Teilnehmer durch einen Zusammenstoß mit einem LKW tödlich.

### 2015

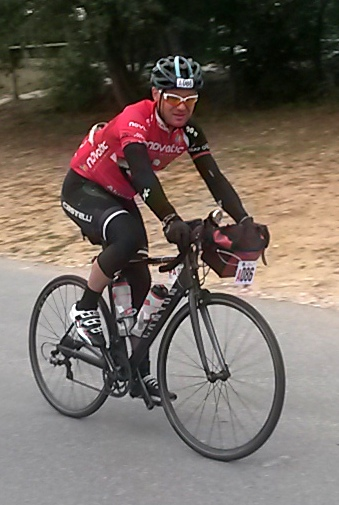
Björn Lenhard im Ziel

Am 16. August 2015 starteten 5841 Teilnehmer (bei 6094 Anmeldungen) aus 66 Nationen. Der älteste war mit 84 Jahren Friedhelm Lixenfeld aus Deutschland, der jedoch nach über 1000 km abbrach. Der mit 18 Jahren jüngste Teilnehmer kam aus Russland, die älteste Teilnehmerin war eine 63-jährige US-Amerikanerin. Erster im Ziel war mit einer Gesamtzeit von 42:26 der sächsische Ex-Skibobfahrer Björn Lenhard.

### 2019
Für den Brevet vom 18.–22. August 2019 wurde die Anzahl der Anmeldungen auf 6.300, im weiteren Anmeldeverlauf auf 7.600 begrenzt. Gestartet sind 6.673 Teilnehmer. Die Qualifikation verlief wie 2015 ab.
Die meisten Teilnehmer kamen aus Frankreich, gefolgt von 702 Anmeldungen und 681 Startern aus Deutschland.

### 2023
Das Brevet Paris-Brest-Paris 2023 fand vom 20. bis 24. August 2023 statt. Es waren 6810 Fahrerinnen und Fahrer angemeldet.